# Anselme van Caloen
Anselme van Caloen (Brugge, 19 maart 1762 - 30 september 1825) was de eerste van een lange reeks van Caloens verbonden met de Belgische gemeente Varsenare.

## Levensloop
Anselme Marie Joseph van Caloen was de tweede van de vier zoons van Pierre-Corneille van Caloen (1726 1787) en Anne-Marie de l'Espée (1728-1804). Pierre-Corneille was griffier van het Brugse Vrije en was heer van Erckeghem, Zedelgem en Patstraete. Anne-Marie de l'Espée bracht het kasteel ter Straten in Varsenare bij de familie van Caloen in. In de wintermaanden woonde ze met haar gezin in de Oude Zak in Brugge.
Anselme was 39 toen hij in 1801 trouwde met Thérèse Le Gillon de Basseghem (Brugge, 1 december 1764 - 21 november 1852). Ze hadden een dochter, Thérèse (1805-1876) die trouwde met Jean-Baptiste van Ockerhout (1791-1861) en een zoon Anselme van Caloen de Basseghem
Onder het ancien régime was zijn oudste broer broer Pierre-Corneille (1761-1806) de laatste heer van Zedelgem en andere heerlijkheden. Anselme werd door de Fransen aan de kant gezet. In het Verenigd Koninkrijk der Nederlanden werd hij niet in aanmerking genomen voor een ambt.
Wel werd hij in 1823 door koning Willem I der Nederlanden in de erfelijke adel erkend.
Het gezin woonde in Varsenare op het kasteel Ter Straten en in Brugge in de Vlamingstraat.

## Voetnota
1. ↑  In deel I gaf Franchoo deze Anselme van Caloen aan als burgemeester van Varsenare in de periode 1800-1825, maar in deel IV is hij daar op teruggekomen door de namen van de verschillende burgemeesters te vermelden die in die periode de gemeente bestuurden. Anselme kwam er niet aan te pas.